# Concacaf Champions League 2023
Concacaf Champions League 2023 var den 15:e upplagan av Concacaf Champions League, totalt den 58:e upplagan av den största fotbollstävlingen för klubblag som Concacaf anordnar.

## Slutspelsträd
|  | Åttondelsfinaler    | Åttondelsfinaler | Åttondelsfinaler | Åttondelsfinaler |                     |   | Kvartsfinaler | Kvartsfinaler | Kvartsfinaler | Kvartsfinaler |  |  | Semifinaler | Semifinaler | Semifinaler | Semifinaler |  |  | Final | Final | Final | Final |
|  |                     |                  |                  |                  |                     |   |               |               |               |               |  |  |             |             |             |             |  |  |       |       |       |       |
|  |                     |                  |                  |                  |                     |   |               |               |               |               |  |  |             |             |             |             |  |  |       |       |       |       |
|  |                     |                  |                  |                  |                     |   |               |               |               |               |  |  |             |             |             |             |  |  |       |       |       |       |
|  | Motagua (BM)        | 0                | 1                | 1                |                     |   |               |               |               |               |  |  |             |             |             |             |  |  |       |       |       |       |
|  | Motagua (BM)        | 0                | 1                | 1                |                     |   |               |               |               |               |  |  |             |             |             |             |  |  |       |       |       |       |
|  | Pachuca             | 0                | 1                | 1                |                     |   |               |               |               |               |  |  |             |             |             |             |  |  |       |       |       |       |
|  | Pachuca             | 0                | 1                | 1                | Motagua             | 0 | 0             | 0             |               |               |  |  |             |             |             |             |  |  |       |       |       |       |
|  |                     |                  |                  |                  | Motagua             | 0 | 0             | 0             |               |               |  |  |             |             |             |             |  |  |       |       |       |       |
|  |                     | UANL             | 1                | 5                | 6                   |   |               |               |               |               |  |  |             |             |             |             |  |  |       |       |       |       |
|  | UANL (BM)           | UANL             | 1                | 5                | 6                   | 0 | 1             | 1             |               |               |  |  |             |             |             |             |  |  |       |       |       |       |
|  | UANL (BM)           |                  |                  |                  |                     | 0 | 1             | 1             |               |               |  |  |             |             |             |             |  |  |       |       |       |       |
|  | Orlando City        | 0                | 1                | 1                |                     |   |               |               |               |               |  |  |             |             |             |             |  |  |       |       |       |       |
|  | Orlando City        | 0                | 1                | 1                | UANL                | 2 | 1             | 3             |               |               |  |  |             |             |             |             |  |  |       |       |       |       |
|  |                     |                  |                  |                  | UANL                | 2 | 1             | 3             |               |               |  |  |             |             |             |             |  |  |       |       |       |       |
|  |                     | León             | 1                | 3                | 4                   |   |               |               |               |               |  |  |             |             |             |             |  |  |       |       |       |       |
|  | Violette            | León             | 1                | 3                | 4                   | 3 | 0             | 2             |               |               |  |  |             |             |             |             |  |  |       |       |       |       |
|  | Violette            |                  |                  |                  |                     | 3 | 0             | 2             |               |               |  |  |             |             |             |             |  |  |       |       |       |       |
|  | Austin              | 0                | 2                | 2                |                     |   |               |               |               |               |  |  |             |             |             |             |  |  |       |       |       |       |
|  | Austin              | 0                | 2                | 2                | Violette            | 0 | 2             | 2             |               |               |  |  |             |             |             |             |  |  |       |       |       |       |
|  |                     |                  |                  |                  | Violette            | 0 | 2             | 2             |               |               |  |  |             |             |             |             |  |  |       |       |       |       |
|  |                     | León             | 5                | 1                | 2                   |   |               |               |               |               |  |  |             |             |             |             |  |  |       |       |       |       |
|  | Tauro               | León             | 5                | 1                | 2                   | 0 | 0             | 0             |               |               |  |  |             |             |             |             |  |  |       |       |       |       |
|  | Tauro               |                  |                  |                  |                     | 0 | 0             | 0             |               |               |  |  |             |             |             |             |  |  |       |       |       |       |
|  | León                | 1                | 2                | 3                |                     |   |               |               |               |               |  |  |             |             |             |             |  |  |       |       |       |       |
|  | León                | 1                | 2                | 3                | León                | 2 | 1             | 3             |               |               |  |  |             |             |             |             |  |  |       |       |       |       |
|  |                     |                  |                  |                  | León                | 2 | 1             | 3             |               |               |  |  |             |             |             |             |  |  |       |       |       |       |
|  |                     | Los Angeles      | 1                | 0                | 1                   |   |               |               |               |               |  |  |             |             |             |             |  |  |       |       |       |       |
|  | Alianza             | Los Angeles      | 1                | 0                | 1                   | 0 | 0             | 0             |               |               |  |  |             |             |             |             |  |  |       |       |       |       |
|  | Alianza             |                  |                  |                  |                     | 0 | 0             | 0             |               |               |  |  |             |             |             |             |  |  |       |       |       |       |
|  | Philadelphia Union  | 0                | 4                | 4                |                     |   |               |               |               |               |  |  |             |             |             |             |  |  |       |       |       |       |
|  | Philadelphia Union  | 0                | 4                | 4                | Philadelphia Union  | 1 | 2             | 3             |               |               |  |  |             |             |             |             |  |  |       |       |       |       |
|  |                     |                  |                  |                  | Philadelphia Union  | 1 | 2             | 3             |               |               |  |  |             |             |             |             |  |  |       |       |       |       |
|  |                     | Atlas            | 0                | 2                | 2                   |   |               |               |               |               |  |  |             |             |             |             |  |  |       |       |       |       |
|  | Olimpia             | Atlas            | 0                | 2                | 2                   | 4 | 0             | 4             |               |               |  |  |             |             |             |             |  |  |       |       |       |       |
|  | Olimpia             |                  |                  |                  |                     | 4 | 0             | 4             |               |               |  |  |             |             |             |             |  |  |       |       |       |       |
|  | Atlas               | 1                | 4                | 5                |                     |   |               |               |               |               |  |  |             |             |             |             |  |  |       |       |       |       |
|  | Atlas               | 1                | 4                | 5                | Philadelphia Union  | 1 | 0             | 1             |               |               |  |  |             |             |             |             |  |  |       |       |       |       |
|  |                     |                  |                  |                  | Philadelphia Union  | 1 | 0             | 1             |               |               |  |  |             |             |             |             |  |  |       |       |       |       |
|  |                     | Los Angeles      | 1                | 3                | 4                   |   |               |               |               |               |  |  |             |             |             |             |  |  |       |       |       |       |
|  | Vancouver Whitecaps | Los Angeles      | 1                | 3                | 4                   | 5 | 2             | 7             |               |               |  |  |             |             |             |             |  |  |       |       |       |       |
|  | Vancouver Whitecaps |                  |                  |                  |                     | 5 | 2             | 7             |               |               |  |  |             |             |             |             |  |  |       |       |       |       |
|  | Real España         | 0                | 3                | 3                |                     |   |               |               |               |               |  |  |             |             |             |             |  |  |       |       |       |       |
|  | Real España         | 0                | 3                | 3                | Vancouver Whitecaps | 0 | 0             | 0             |               |               |  |  |             |             |             |             |  |  |       |       |       |       |
|  |                     |                  |                  |                  | Vancouver Whitecaps | 0 | 0             | 0             |               |               |  |  |             |             |             |             |  |  |       |       |       |       |
|  |                     | Los Angeles      | 3                | 3                | 6                   |   |               |               |               |               |  |  |             |             |             |             |  |  |       |       |       |       |
|  | Alajuelense         | Los Angeles      | 3                | 3                | 6                   | 0 | 2             | 2             |               |               |  |  |             |             |             |             |  |  |       |       |       |       |
|  | Alajuelense         |                  |                  |                  |                     | 0 | 2             | 2             |               |               |  |  |             |             |             |             |  |  |       |       |       |       |
|  | Los Angeles         | 3                | 1                | 4                |                     |   |               |               |               |               |  |  |             |             |             |             |  |  |       |       |       |       |
|  | Los Angeles         | 3                | 1                | 4                |                     |   |               |               |               |               |  |  |             |             |             |             |  |  |       |       |       |       |

## Åttondelsfinaler

### Sammanfattning
| Lag 1               | Totalt       | Lag 2              | Möte 1 | Möte 2 |
| Violette            | 3–2          | Austin             | 3–0    | 0–2    |
| Tauro               | 0–2          | León               | 0–1    | 0–2    |
| UANL                | 00001–1 (BM) | Orlando City       | 0–0    | 1–1    |
| Motagua             | 00001–1 (BM) | Pachuca            | 0–0    | 1–1    |
| Vancouver Whitecaps | 7–3          | Real España        | 5–0    | 2–3    |
| Alajuelense         | 2–4          | Los Angeles        | 0–3    | 2–1    |
| Olimpia             | 4–5          | Atlas              | 4–1    | 0–4    |
| Alianza             | 0–4          | Philadelphia Union | 0–0    | 0–4    |

### Matcher
|             | 7 mars 2023 | Violette                                          | 3 – 0           | Austin | Estadio Cibao FC                                                   |                                                                    |
| 19:00 UTC−4 | 19:00 UTC−4 | Miche-Naider Chéry 13′, 39′ Amro Tarek 47′ (sjm.) | (2 – 0) Rapport |        | Santiago (Dominikanska republiken) Domare: Selvin Brown (Honduras) | Santiago (Dominikanska republiken) Domare: Selvin Brown (Honduras) |
| 19:00 UTC−4 | 19:00 UTC−4 |                                                   |                 |        | Santiago (Dominikanska republiken) Domare: Selvin Brown (Honduras) | Santiago (Dominikanska republiken) Domare: Selvin Brown (Honduras) |
| 19:00 UTC−4 | 19:00 UTC−4 |                                                   |                 |        | Santiago (Dominikanska republiken) Domare: Selvin Brown (Honduras) | Santiago (Dominikanska republiken) Domare: Selvin Brown (Honduras) |

|             | 14 mars 2023 | Austin                     | 2 – 0           | Violette | Q2 Stadium                             |                                        |
| 19:00 UTC−5 | 19:00 UTC−5  | Sebastián Driussi 51′, 63′ | (0 – 0) Rapport |          | Austin Domare: Oshane Nation (Jamaica) | Austin Domare: Oshane Nation (Jamaica) |
| 19:00 UTC−5 | 19:00 UTC−5  |                            |                 |          | Austin Domare: Oshane Nation (Jamaica) | Austin Domare: Oshane Nation (Jamaica) |
| 19:00 UTC−5 | 19:00 UTC−5  |                            |                 |          | Austin Domare: Oshane Nation (Jamaica) | Austin Domare: Oshane Nation (Jamaica) |

Violette avancerade till kvartsfinal med det ackumulerade slutresultatet 3–2.
|             | 8 mars 2023 | Tauro | 0 – 1           | León                  | Estadio Rommel Fernández                     |                                              |
| 18:00 UTC−5 | 18:00 UTC−5 |       | (0 – 0) Rapport | 55′ Iván Jared Moreno | Panama City Domare: Armando Villarreal (USA) | Panama City Domare: Armando Villarreal (USA) |
| 18:00 UTC−5 | 18:00 UTC−5 |       |                 |                       | Panama City Domare: Armando Villarreal (USA) | Panama City Domare: Armando Villarreal (USA) |
| 18:00 UTC−5 | 18:00 UTC−5 |       |                 |                       | Panama City Domare: Armando Villarreal (USA) | Panama City Domare: Armando Villarreal (USA) |

|             | 16 mars 2023 | León                                  | 0 – 2           | Tauro | Estadio León                                      |                                                   |
| 18:00 UTC−6 | 18:00 UTC−6  | Brian Rubio 26′ Elias Hernández 45+2′ | (0 – 2) Rapport |       | León Domare: Walter López Castellanos (Guatemala) | León Domare: Walter López Castellanos (Guatemala) |
| 18:00 UTC−6 | 18:00 UTC−6  |                                       |                 |       | León Domare: Walter López Castellanos (Guatemala) | León Domare: Walter López Castellanos (Guatemala) |
| 18:00 UTC−6 | 18:00 UTC−6  |                                       |                 |       | León Domare: Walter López Castellanos (Guatemala) | León Domare: Walter López Castellanos (Guatemala) |

León avancerade till kvartsfinal med det ackumulerade slutresultatet 3–0.
|             | 7 mars 2023 | UANL | 0 – 0   | Orlando City | Estadio Universitario                                      |                                                            |
| 21:00 UTC−6 | 21:00 UTC−6 |      | Rapport |              | San Nicolás de los Garza Domare: Mario Escobar (Guatemala) | San Nicolás de los Garza Domare: Mario Escobar (Guatemala) |
| 21:00 UTC−6 | 21:00 UTC−6 |      |         |              | San Nicolás de los Garza Domare: Mario Escobar (Guatemala) | San Nicolás de los Garza Domare: Mario Escobar (Guatemala) |
| 21:00 UTC−6 | 21:00 UTC−6 |      |         |              | San Nicolás de los Garza Domare: Mario Escobar (Guatemala) | San Nicolás de los Garza Domare: Mario Escobar (Guatemala) |

|             | 15 mars 2023 | Orlando City   | 1 – 1           | UANL                  | Exploria Stadium                         |                                          |
| 20:15 UTC−5 | 20:15 UTC−5  | Ercan Kara 89′ | (0 – 1) Rapport | 21′ Sebastián Córdova | Orlando Domare: Saíd Martínez (Honduras) | Orlando Domare: Saíd Martínez (Honduras) |
| 20:15 UTC−5 | 20:15 UTC−5  |                |                 |                       | Orlando Domare: Saíd Martínez (Honduras) | Orlando Domare: Saíd Martínez (Honduras) |
| 20:15 UTC−5 | 20:15 UTC−5  |                |                 |                       | Orlando Domare: Saíd Martínez (Honduras) | Orlando Domare: Saíd Martínez (Honduras) |

Ackumulerat slutresultatet 1–1. UANL avancerade till kvartsfinal enligt bortamålsregeln.
|             | 9 mars 2023 | Motagua | 0 – 0   | Pachuca | Estadio Olímpico Metropolitano               |                                              |
| 19:00 UTC−6 | 19:00 UTC−6 |         | Rapport |         | San Pedro Sula Domare: Drew Fischer (Kanada) | San Pedro Sula Domare: Drew Fischer (Kanada) |
| 19:00 UTC−6 | 19:00 UTC−6 |         |         |         | San Pedro Sula Domare: Drew Fischer (Kanada) | San Pedro Sula Domare: Drew Fischer (Kanada) |
| 19:00 UTC−6 | 19:00 UTC−6 |         |         |         | San Pedro Sula Domare: Drew Fischer (Kanada) | San Pedro Sula Domare: Drew Fischer (Kanada) |

|             | 16 mars 2023 | Pachuca              | 1 – 1           | Motagua                    | Estadio Hidalgo                           |                                           |
| 20:15 UTC−6 | 20:15 UTC−6  | Illian Hernández 73′ | (0 – 0) Rapport | 89′ (str.) Eddie Hernández | Pachuca Domare: Iván Barton (El Salvador) | Pachuca Domare: Iván Barton (El Salvador) |
| 20:15 UTC−6 | 20:15 UTC−6  |                      |                 |                            | Pachuca Domare: Iván Barton (El Salvador) | Pachuca Domare: Iván Barton (El Salvador) |
| 20:15 UTC−6 | 20:15 UTC−6  |                      |                 |                            | Pachuca Domare: Iván Barton (El Salvador) | Pachuca Domare: Iván Barton (El Salvador) |

Ackumulerat slutresultatet 1–1. Motagua avancerade till kvartsfinal enligt bortamålsregeln.
|             | 8 mars 2023 | Vancouver Whitecaps                                                                          | 5 – 0           | Real España | BC Place                                            |                                                     |
| 19:00 UTC−8 | 19:00 UTC−8 | Tristan Blackmon 21′ Ryan Raposo 59′ Devron García 64′ (sjm.) Pedro Vite 70′ Brian White 78′ | (1 – 0) Rapport |             | Vancouver Domare: Fernando Hernández Gómez (Mexiko) | Vancouver Domare: Fernando Hernández Gómez (Mexiko) |
| 19:00 UTC−8 | 19:00 UTC−8 |                                                                                              |                 |             | Vancouver Domare: Fernando Hernández Gómez (Mexiko) | Vancouver Domare: Fernando Hernández Gómez (Mexiko) |
| 19:00 UTC−8 | 19:00 UTC−8 |                                                                                              |                 |             | Vancouver Domare: Fernando Hernández Gómez (Mexiko) | Vancouver Domare: Fernando Hernández Gómez (Mexiko) |

|             | 15 mars 2023 | Real España                             | 3 – 2           | Vancouver Whitecaps              | Estadio Olímpico Metropolitano              |                                             |
| 16:00 UTC−6 | 16:00 UTC−6  | Getsel Montes 67′, 86′ Ramiro Rocca 75′ | (0 – 0) Rapport | 66′ Brian White 83′ Simon Becher | San Pedro Sula Domare: Marco Ortiz (Mexiko) | San Pedro Sula Domare: Marco Ortiz (Mexiko) |
| 16:00 UTC−6 | 16:00 UTC−6  |                                         |                 |                                  | San Pedro Sula Domare: Marco Ortiz (Mexiko) | San Pedro Sula Domare: Marco Ortiz (Mexiko) |
| 16:00 UTC−6 | 16:00 UTC−6  |                                         |                 |                                  | San Pedro Sula Domare: Marco Ortiz (Mexiko) | San Pedro Sula Domare: Marco Ortiz (Mexiko) |

Vancouver Whitecaps avancerade till kvartsfinal med det ackumulerade slutresultatet 7–3.
|             | 9 mars 2023 | Alajuelense | 0 – 3           | Los Angeles                 | Estadio Alejandro Morera Soto                |                                              |
| 21:00 UTC−6 | 21:00 UTC−6 |             | (0 – 0) Rapport | 47′, 69′, 89′ Dénis Bouanga | Alajuela Domare: Daneion Parchment (Jamaica) | Alajuela Domare: Daneion Parchment (Jamaica) |
| 21:00 UTC−6 | 21:00 UTC−6 |             |                 |                             | Alajuela Domare: Daneion Parchment (Jamaica) | Alajuela Domare: Daneion Parchment (Jamaica) |
| 21:00 UTC−6 | 21:00 UTC−6 |             |                 |                             | Alajuela Domare: Daneion Parchment (Jamaica) | Alajuela Domare: Daneion Parchment (Jamaica) |

|             | 15 mars 2023 | Los Angeles | 1 – 2           | Alajuelense                                   | BMO Stadium                                           |                                                       |
| 19:30 UTC−7 | 19:30 UTC−7  | Vela 83′    | (0 – 1) Rapport | 8′ (str.) Giancarlo González 52′ Aarón Suárez | Los Angeles Domare: Adonai Escobedo González (Mexiko) | Los Angeles Domare: Adonai Escobedo González (Mexiko) |
| 19:30 UTC−7 | 19:30 UTC−7  |             |                 |                                               | Los Angeles Domare: Adonai Escobedo González (Mexiko) | Los Angeles Domare: Adonai Escobedo González (Mexiko) |
| 19:30 UTC−7 | 19:30 UTC−7  |             |                 |                                               | Los Angeles Domare: Adonai Escobedo González (Mexiko) | Los Angeles Domare: Adonai Escobedo González (Mexiko) |

Los Angeles avancerade till kvartsfinal med det ackumulerade slutresultatet 4–2.
|             | 8 mars 2023 | Olimpia                                                           | 4 – 1           | Atlas                  | Estadio Olímpico Metropolitano             |                                            |
| 19:00 UTC−6 | 19:00 UTC−6 | Kevin López 10′ Jorge Benguché 55′, 73′ Jerry Bengtson 61′ (str.) | (1 – 1) Rapport | 15′ (str.) Julio Furch | San Pedro Sula Domare: Ismail Elfath (USA) | San Pedro Sula Domare: Ismail Elfath (USA) |
| 19:00 UTC−6 | 19:00 UTC−6 |                                                                   |                 |                        | San Pedro Sula Domare: Ismail Elfath (USA) | San Pedro Sula Domare: Ismail Elfath (USA) |
| 19:00 UTC−6 | 19:00 UTC−6 |                                                                   |                 |                        | San Pedro Sula Domare: Ismail Elfath (USA) | San Pedro Sula Domare: Ismail Elfath (USA) |

|             | 14 mars 2023 | Atlas                                                        | 4 – 0           | Olimpia | Estadio Jalisco                                        |                                                        |
| 20:15 UTC−6 | 20:15 UTC−6  | Julián Quiñones 38′, 90+2′ Ozziel Herrera 63′ Aldo Rocha 78′ | (1 – 0) Rapport |         | Guadalajara Domare: Juan Gabriel Calderón (Costa Rica) | Guadalajara Domare: Juan Gabriel Calderón (Costa Rica) |
| 20:15 UTC−6 | 20:15 UTC−6  |                                                              |                 |         | Guadalajara Domare: Juan Gabriel Calderón (Costa Rica) | Guadalajara Domare: Juan Gabriel Calderón (Costa Rica) |
| 20:15 UTC−6 | 20:15 UTC−6  |                                                              |                 |         | Guadalajara Domare: Juan Gabriel Calderón (Costa Rica) | Guadalajara Domare: Juan Gabriel Calderón (Costa Rica) |

Atlas avancerade till kvartsfinal med det ackumulerade slutresultatet 5–4.
|             | 7 mars 2023 | Alianza | 0 – 0   | Philadelphia Union | Estadio Cuscatlán                                |                                                  |
| 19:00 UTC−6 | 19:00 UTC−6 |         | Rapport |                    | San Salvador Domare: César Arturo Ramos (Mexiko) | San Salvador Domare: César Arturo Ramos (Mexiko) |
| 19:00 UTC−6 | 19:00 UTC−6 |         |         |                    | San Salvador Domare: César Arturo Ramos (Mexiko) | San Salvador Domare: César Arturo Ramos (Mexiko) |
| 19:00 UTC−6 | 19:00 UTC−6 |         |         |                    | San Salvador Domare: César Arturo Ramos (Mexiko) | San Salvador Domare: César Arturo Ramos (Mexiko) |

|             | 14 mars 2023 | Philadelphia Union                                               | 4 – 0           | Alianza | Subaru Park                             |                                         |
| 20:00 UTC−5 | 20:00 UTC−5  | Damion Lowe 45+1′ Dániel Gazdag 62′ (str.) Andrés Perea 81′, 84′ | (1 – 0) Rapport |         | Chester Domare: Bryan López (Guatemala) | Chester Domare: Bryan López (Guatemala) |
| 20:00 UTC−5 | 20:00 UTC−5  |                                                                  |                 |         | Chester Domare: Bryan López (Guatemala) | Chester Domare: Bryan López (Guatemala) |
| 20:00 UTC−5 | 20:00 UTC−5  |                                                                  |                 |         | Chester Domare: Bryan López (Guatemala) | Chester Domare: Bryan López (Guatemala) |

Philadelphia Union avancerade till kvartsfinal med det ackumulerade slutresultatet 4–0.

## Kvartsfinaler

### Sammanfattning
| Lag 1               | Totalt | Lag 2       | Möte 1 | Möte 2 |
| Violette            | 2–6    | León        | 0–5    | 2–1    |
| Motagua             | 0–6    | UANL        | 0–1    | 0–5    |
| Vancouver Whitecaps | 0–6    | Los Angeles | 0–3    | 0–3    |
| Philadelphia Union  | 3–2    | Atlas       | 1–0    | 2–2    |

### Matcher
|             | 4 april 2023 | León                                                                            | 5 – 0           | Violette | Estadio León                              |                                           |
| 20:00 UTC−5 | 20:00 UTC−5  | Ángel Mena 8′ Víctor Dávila 66′, 84′ Lucas Di Yorio 90+1′ Elías Hernández 90+4′ | (1 – 0) Rapport |          | León Domare: Ismael Cornejo (El Salvador) | León Domare: Ismael Cornejo (El Salvador) |
| 20:00 UTC−5 | 20:00 UTC−5  |                                                                                 |                 |          | León Domare: Ismael Cornejo (El Salvador) | León Domare: Ismael Cornejo (El Salvador) |
| 20:00 UTC−5 | 20:00 UTC−5  |                                                                                 |                 |          | León Domare: Ismael Cornejo (El Salvador) | León Domare: Ismael Cornejo (El Salvador) |

|             | 11 april 2023 | Violette                    | 2 – 1           | León                   | Estadio Cibao FC                                                       |                                                                        |
| 20:00 UTC−4 | 20:00 UTC−4   | Miche-Naider Chéry 15′, 26′ | (2 – 1) Rapport | 30′ (str.) Brian Rubio | Santiago (Dominikanska republiken) Domare: Keylor Herrera (Costa Rica) | Santiago (Dominikanska republiken) Domare: Keylor Herrera (Costa Rica) |
| 20:00 UTC−4 | 20:00 UTC−4   |                             |                 |                        | Santiago (Dominikanska republiken) Domare: Keylor Herrera (Costa Rica) | Santiago (Dominikanska republiken) Domare: Keylor Herrera (Costa Rica) |
| 20:00 UTC−4 | 20:00 UTC−4   |                             |                 |                        | Santiago (Dominikanska republiken) Domare: Keylor Herrera (Costa Rica) | Santiago (Dominikanska republiken) Domare: Keylor Herrera (Costa Rica) |

León avancerade till semifinal med det ackumulerade slutresultatet 6–2.
|             | 5 april 2023 | Motagua | 0 – 1           | UANL              | Estadio Olímpico Metropolitano                  |                                                 |
| 18:00 UTC−6 | 18:00 UTC−6  |         | (0 – 1) Rapport | 44′ Luis Quiñones | San Pedro Sula Domare: Armando Villarreal (USA) | San Pedro Sula Domare: Armando Villarreal (USA) |
| 18:00 UTC−6 | 18:00 UTC−6  |         |                 |                   | San Pedro Sula Domare: Armando Villarreal (USA) | San Pedro Sula Domare: Armando Villarreal (USA) |
| 18:00 UTC−6 | 18:00 UTC−6  |         |                 |                   | San Pedro Sula Domare: Armando Villarreal (USA) | San Pedro Sula Domare: Armando Villarreal (USA) |

|             | 13 april 2023 | UANL                                                                                       | 5 – 0           | Motagua | Estadio Universitario                                                 |                                                                       |
| 20:00 UTC−5 | 20:00 UTC−5   | André-Pierre Gignac 27′, 66′ Luis Quiñones 83′ Jesús Alberto Angulo 88′ Nicolás Ibáñez 90′ | (1 – 0) Rapport |         | San Nicolás de los Garza Domare: Walter López Castellanos (Guatemala) | San Nicolás de los Garza Domare: Walter López Castellanos (Guatemala) |
| 20:00 UTC−5 | 20:00 UTC−5   |                                                                                            |                 |         | San Nicolás de los Garza Domare: Walter López Castellanos (Guatemala) | San Nicolás de los Garza Domare: Walter López Castellanos (Guatemala) |
| 20:00 UTC−5 | 20:00 UTC−5   |                                                                                            |                 |         | San Nicolás de los Garza Domare: Walter López Castellanos (Guatemala) | San Nicolás de los Garza Domare: Walter López Castellanos (Guatemala) |

UANL avancerade till semifinal med det ackumulerade slutresultatet 6–0.
|             | 5 april 2023 | Vancouver Whitecaps | 0 – 3           | Los Angeles                             | BC Place                                             |                                                      |
| 19:15 UTC−7 | 19:15 UTC−7  |                     | (0 – 0) Rapport | 56′, 65′ Dénis Bouanga 61′ Kwadwo Opoku | Vancouver Domare: Fernando Guerrero Ramírez (Mexiko) | Vancouver Domare: Fernando Guerrero Ramírez (Mexiko) |
| 19:15 UTC−7 | 19:15 UTC−7  |                     |                 |                                         | Vancouver Domare: Fernando Guerrero Ramírez (Mexiko) | Vancouver Domare: Fernando Guerrero Ramírez (Mexiko) |
| 19:15 UTC−7 | 19:15 UTC−7  |                     |                 |                                         | Vancouver Domare: Fernando Guerrero Ramírez (Mexiko) | Vancouver Domare: Fernando Guerrero Ramírez (Mexiko) |

|             | 11 april 2023 | Los Angeles                                   | 3 – 0           | Vancouver Whitecaps | BMO Stadium                                    |                                                |
| 19:15 UTC−7 | 19:15 UTC−7   | Carlos Vela 8′ (str.), 31′ José Cifuentes 65′ | (2 – 0) Rapport |                     | Los Angeles Domare: Juan Calderón (Costa Rica) | Los Angeles Domare: Juan Calderón (Costa Rica) |
| 19:15 UTC−7 | 19:15 UTC−7   |                                               |                 |                     | Los Angeles Domare: Juan Calderón (Costa Rica) | Los Angeles Domare: Juan Calderón (Costa Rica) |
| 19:15 UTC−7 | 19:15 UTC−7   |                                               |                 |                     | Los Angeles Domare: Juan Calderón (Costa Rica) | Los Angeles Domare: Juan Calderón (Costa Rica) |

Los Angeles avancerade till semifinal med det ackumulerade slutresultatet 6–0.
|             | 4 april 2023 | Philadelphia Union       | 1 – 0           | Atlas | Subaru Park                              |                                          |
| 20:00 UTC−4 | 20:00 UTC−4  | Dániel Gazdag 89′ (str.) | (0 – 0) Rapport |       | Chester Domare: Saíd Martínez (Honduras) | Chester Domare: Saíd Martínez (Honduras) |
| 20:00 UTC−4 | 20:00 UTC−4  |                          |                 |       | Chester Domare: Saíd Martínez (Honduras) | Chester Domare: Saíd Martínez (Honduras) |
| 20:00 UTC−4 | 20:00 UTC−4  |                          |                 |       | Chester Domare: Saíd Martínez (Honduras) | Chester Domare: Saíd Martínez (Honduras) |

|             | 12 april 2023 | Atlas                                 | 2 – 2           | Philadelphia Union       | Estadio Jalisco                               |                                               |
| 20:00 UTC−5 | 20:00 UTC−5   | Julián Quiñones 11′ Julio Furch 45+1′ | (2 – 1) Rapport | 27′, 78′ Julián Carranza | Guadalajara Domare: Iván Barton (El Salvador) | Guadalajara Domare: Iván Barton (El Salvador) |
| 20:00 UTC−5 | 20:00 UTC−5   |                                       |                 |                          | Guadalajara Domare: Iván Barton (El Salvador) | Guadalajara Domare: Iván Barton (El Salvador) |
| 20:00 UTC−5 | 20:00 UTC−5   |                                       |                 |                          | Guadalajara Domare: Iván Barton (El Salvador) | Guadalajara Domare: Iván Barton (El Salvador) |

Philadelphia Union avancerade till semifinal med det ackumulerade slutresultatet 3–2.

## Semifinaler

### Sammanfattning
| Lag 1              | Totalt | Lag 2       | Möte 1 | Möte 2 |
| UANL               | 3–4    | León        | 2–1    | 1–3    |
| Philadelphia Union | 1–4    | Los Angeles | 1–1    | 0–3    |

### Matcher
|             | 25 april 2023 | UANL                                      | 2 – 1           | León             | Estadio Universitario                                     |                                                           |
| 20:00 UTC−5 | 20:00 UTC−5   | Sebastián Córdova 45′ Luis Quiñones 45+3′ | (2 – 1) Rapport | 6′ Víctor Dávila | San Nicolás de los Garza Domare: Armando Villarreal (USA) | San Nicolás de los Garza Domare: Armando Villarreal (USA) |
| 20:00 UTC−5 | 20:00 UTC−5   |                                           |                 |                  | San Nicolás de los Garza Domare: Armando Villarreal (USA) | San Nicolás de los Garza Domare: Armando Villarreal (USA) |
| 20:00 UTC−5 | 20:00 UTC−5   |                                           |                 |                  | San Nicolás de los Garza Domare: Armando Villarreal (USA) | San Nicolás de los Garza Domare: Armando Villarreal (USA) |

|             | 3 maj 2023  | León                                             | 3 – 1           | UANL                   | Estadio León                          |                                       |
| 20:00 UTC−5 | 20:00 UTC−5 | Fidel Ambríz 10′ Ángel Mena 15′ Adonis Frías 79′ | (2 – 0) Rapport | 68′ Raymundo Fulgencio | León Domare: Saíd Martínez (Honduras) | León Domare: Saíd Martínez (Honduras) |
| 20:00 UTC−5 | 20:00 UTC−5 |                                                  |                 |                        | León Domare: Saíd Martínez (Honduras) | León Domare: Saíd Martínez (Honduras) |
| 20:00 UTC−5 | 20:00 UTC−5 |                                                  |                 |                        | León Domare: Saíd Martínez (Honduras) | León Domare: Saíd Martínez (Honduras) |

León avancerade till final med det ackumulerade slutresultatet 4–3.
|             | 26 april 2023 | Philadelphia Union       | 1 – 1           | Los Angeles         | Subaru Park                                                |                                                            |
| 21:00 UTC−4 | 21:00 UTC−4   | Dániel Gazdag 86′ (str.) | (0 – 0) Rapport | 90+1′ Kellyn Acosta | Chester Publik: 17 676 Domare: César Arturo Ramos (Mexiko) | Chester Publik: 17 676 Domare: César Arturo Ramos (Mexiko) |
| 21:00 UTC−4 | 21:00 UTC−4   |                          |                 |                     | Chester Publik: 17 676 Domare: César Arturo Ramos (Mexiko) | Chester Publik: 17 676 Domare: César Arturo Ramos (Mexiko) |
| 21:00 UTC−4 | 21:00 UTC−4   |                          |                 |                     | Chester Publik: 17 676 Domare: César Arturo Ramos (Mexiko) | Chester Publik: 17 676 Domare: César Arturo Ramos (Mexiko) |

|             | 2 maj 2023  | Los Angeles                                            | 3 – 0           | Philadelphia Union | BMO Stadium                                              |                                                          |
| 19:00 UTC−7 | 19:00 UTC−7 | Timothy Tillman 13′ Kwadwo Opoku 82′ Dénis Bouanga 90′ | (1 – 0) Rapport |                    | Los Angeles Publik: 19 985 Domare: Drew Fischer (Kanada) | Los Angeles Publik: 19 985 Domare: Drew Fischer (Kanada) |
| 19:00 UTC−7 | 19:00 UTC−7 |                                                        |                 |                    | Los Angeles Publik: 19 985 Domare: Drew Fischer (Kanada) | Los Angeles Publik: 19 985 Domare: Drew Fischer (Kanada) |
| 19:00 UTC−7 | 19:00 UTC−7 |                                                        |                 |                    | Los Angeles Publik: 19 985 Domare: Drew Fischer (Kanada) | Los Angeles Publik: 19 985 Domare: Drew Fischer (Kanada) |

Los Angeles avancerade till final med det ackumulerade slutresultatet 4–1.

## Final

### Första matchen
|             | 31 maj 2023 | León                                       | 2 – 1           | Los Angeles         | Estadio León                                      |                                                   |
| 20:00 UTC−5 | 20:00 UTC−5 | William Tesillo 8′ Ángel Mena 45+5′ (str.) | (2 – 0) Rapport | 90+6′ Dénis Bouanga | León Domare: Walter López Castellanos (Guatemala) | León Domare: Walter López Castellanos (Guatemala) |
| 20:00 UTC−5 | 20:00 UTC−5 |                                            |                 |                     | León Domare: Walter López Castellanos (Guatemala) | León Domare: Walter López Castellanos (Guatemala) |
| 20:00 UTC−5 | 20:00 UTC−5 |                                            |                 |                     | León Domare: Walter López Castellanos (Guatemala) | León Domare: Walter López Castellanos (Guatemala) |

### Andra matchen
|             | 4 juni 2023 | Los Angeles | 0 – 1           | León               | BMO Stadium                                   |                                               |
| 18:00 UTC−7 | 18:00 UTC−7 |             | (0 – 1) Rapport | 20′ Lucas Di Yorio | Los Angeles Domare: Iván Barton (El Salvador) | Los Angeles Domare: Iván Barton (El Salvador) |
| 18:00 UTC−7 | 18:00 UTC−7 |             |                 |                    | Los Angeles Domare: Iván Barton (El Salvador) | Los Angeles Domare: Iván Barton (El Salvador) |
| 18:00 UTC−7 | 18:00 UTC−7 |             |                 |                    | Los Angeles Domare: Iván Barton (El Salvador) | Los Angeles Domare: Iván Barton (El Salvador) |

León mästare med det ackumulerade slutresultatet 3–1.